# Wonderland (film, 1999)
Pour les articles homonymes, voir Wonderland.
Pour plus de détails, voir Fiche technique et Distribution.
Wonderland est un film dramatique britannique réalisé par Michael Winterbottom et présenté au Festival de Cannes 1999.
Le film, tout au long du week-end de novembre, — long de cinq jours — de la Guy Fawkes Night, suit la vie d'un couple londonien et de leurs trois filles adultes et de leur fils qui a quitté la maison.

## Synopsis
Nadia, une serveuse timide, passe tout son temps à se rendre à des blind dates avec des hommes rencontrés grâce à des petites annonces, tandis que sa sœur Debbie, une coiffeuse, lutte pour élever son fils de 11 ans, sans recevoir beaucoup d'aide de son mari irresponsable. La troisième sœur, Molly, est enceinte, et ignore que son mari, Eddie, a quitté son emploi.
Leurs parents, Eileen et Bill, sont pratiquement séparés depuis le départ de leur fils aîné Darren, dont ils n'ont plus de nouvelles depuis lors. Darren est le seul membre de la famille qui soit heureux. Eileen reporte ses frustrations sur le chien du voisin, l'empoisonnant quand ses aboiements l'empêchent de dormir.
Franklin est un homme trop sensible qui fréquente le café où travaille Nadia. Il est incapable de trouver le courage de lui parler et écoute la musique qu'il suppose qu'elle écoute seule dans sa chambre à coucher.
Nadia dort avec un homme qu'elle a rencontré lors de l'un de ses rendez-vous, mais est ensuite rejetée. 
Molly et Eddie se battent quand elle découvre qu’il a quitté son emploi. Tandis qu'Eddie s'enfuit de la maison, elle va travailler, s'imaginant qu'il l'a abandonné définitivement, mais il a eu un accident de moto. Darren subit une agression et, se sentant seule, Molly décide de se séparer de son mari.
Finalement, Darren appelle sa famille pour avertir qu'il est sain et sauf, Franklin trouve le courage de parler à Nadia, Molly et Eddie se retrouvent à l'hôpital après la naissance de leur petite-fille Alice, un nom qu'Eddie a choisi en raison du roman Alice au pays des merveilles.

## Fiche technique
- Réalisation : Michael Winterbottom
- Scénario : Laurence Coriat
- Musique : Michael Nyman
- Décors : Mark Tildesley
- Costumes : Natalie Ward
- Photographie : Sean Bobbitt
- Son :Richard Flynn
- Montage : Trevor Waite
- Production : Michele Camarda, Gina Carter et Andrew Eaton (en)
- Société de production : Polygram Entertainment
- Distribution : 
  - France : Universal Pictures
  - USA :USA Films
- Dates de sortie :
  - 13 mai 1999 : Festival de Cannes
  - 1er septembre 1999 :  Belgique  France
  - 2 septembre 1999 :  Suisse romande
- Genre : drame
- Durée : 108 minutes
- Pays :  Royaume-Uni
- Langue : anglais

## Distribution
- Shirley Henderson : Debbie
- Gina McKee : Nadia
- Molly Parker : Molly
- Ian Hart : Dan
- John Simm : Eddie
- Stuart Townsend : Tim
- Kika Markham : Eileen
- Jack Shepherd (en) : Bill
- Enzo Cilenti : Darren
- Sarah-Jane Potts : Melanie
- David Fahm : Franklyn
- Ellen Thomas : Donna
- Peter Marfleet : Jack
- Nathan Constance : Alex
- Anton Saunders : Danny

## Récompenses
- British Independent Film Awards - Meilleur film